# Duguetia macrophylla
Duguetia macrophylla R.E.Fr. – gatunek rośliny z rodziny flaszowcowatych (Annonaceae Juss.). Występuje naturalnie w Peru, Ekwadorze, Kolumbii, Wenezueli oraz Brazylii (w stanie Amazonas). 

## Morfologia
PokrójZimozielone drzewo dorastające do 2–10 m wysokości. Młode pędy są owłosione.
LiścieMają eliptyczny kształt. Mierzą 30–40 cm długości oraz 7–15 cm szerokości. Są lekko owłosione od spodu. Blaszka liściowa jest o spiczastym wierzchołku.
KwiatySą pojedyncze lub zebrane w pary, rozwijają się na pniach i gałęziach (kaulifloria). Działki kielicha mają owalny kształt i dorastają do 10–25 mm długości. Płatki mają kremową lub białożółtawą barwę, osiągają do 30–50 mm długości.
OwoceZebrane po 50 w owocostany. Mają prawie kulisty kształt. Osiągają 40–50 mm średnicy.

## Biologia i ekologia
Rośnie w wiecznie zielonych lasach, na terenach nizinnych.